# Jay (Maine)
Jay – miasto w Stanach Zjednoczonych, w stanie Maine, w hrabstwie Franklin, położone nad rzeką Androscoggin.